# Rally La Vila Joiosa de 2004
El Rally La Vila Joiosa de 2004 fue la 14.ª edición del rally y la primera ronda de la temporada 2004 del Campeonato de España de Rally. Se celebró entre el 26 y el 27 de marzo y contó con un itinerario de diez tramos sobre asfalto que sumaban un total de 185,69 km cronometrados.

## Clasificación final
| Pos. | Piloto              | Copiloto            | Automóvil                 | Tiempo    | Diferencia |
| ---- | ------------------- | ------------------- | ------------------------- | --------- | ---------- |
| 1.   | Alberto Hevia       | Alberto Iglesias    | Renault Clio S1600        | 2:12:09.6 | 0.0        |
| 2.   | Miguel Ángel Fuster | José Vicente Medina | Citroën Saxo S1600        | 2:12:41.9 | +32.3      |
| 3.   | Xavi Pons           | Oriol Julià         | Fiat Punto S1600          | 2:13:20.8 | +1:11.2    |
| 4.   | Sergio Vallejo      | Diego Vallejo       | Fiat Punto S1600          | 2:13:46.9 | +1:37.3    |
| 5.   | José Pinón          | Rogelio Peñate      | Renault Clio S1600        | 2:15:05.2 | +2:55.6    |
| 6.   | Emilio Segura       | Manuel García       | Peugeot 206 S1600         | 2:16:50.4 | +4:40.8    |
| 7.   | Pedro Burgo         | Marcos Burgo        | Mitsubishi Lancer Evo VII | 2:18:18.0 | +6:08.4    |
| 8.   | Roberto Méndez      | Salvador Belzunces  | Mitsubishi Lancer Evo VII | 2:21:57.2 | +9:47.6    |
| 9.   | Víctor J. Delgado   | José Gregorio Pérez | Mitsubishi Lancer Evo VI  | 2:23:07.9 | +10:58.3   |
| 10.  | Manuel Rueda        | Borja Rozada        | Mitsubishi Lancer Evo VII | 2:23:36.3 | +11:26.7   |